# Clarence Valley Regional Airport
Clarence Valley Regional Airport (engelska: Grafton Airport) är en flygplats i Australien. Den ligger i kommunen Clarence Valley och delstaten New South Wales, i den sydöstra delen av landet, omkring 490 kilometer norr om delstatshuvudstaden Sydney.
Närmaste större samhälle är South Grafton, omkring 12 kilometer nordväst om Clarence Valley Regional Airport.
I omgivningarna runt Clarence Valley Regional Airport växer i huvudsak städsegrön lövskog. Runt Clarence Valley Regional Airport är det mycket glesbefolkat, med 4 invånare per kvadratkilometer. Genomsnittlig årsnederbörd är 1 541 millimeter. Den regnigaste månaden är januari, med i genomsnitt 241 mm nederbörd, och den torraste är oktober, med 28 mm nederbörd.